# Sylvester Saxtorph
Johan Sylvester Peter Saxtorph, född den 18 mars 1851 på Frihedslund nära Kalundborg, död den 27 mars 1934, var en dansk läkare. Han var sonson till Johan Sylvester Saxtorph.
Saxtorph blev 1877 medicine kandidat och 1886 medicine doktor. Han var 1890–1899 överkirurg vid det romersk-katolska Sankt Josefs hospital i Köpenhamn och 1899–1911 vid Kommunehospitalet. Han författade många uppsatser om urinorganens sjukdomar. 